# Thomas Merrill

Der von Thomas Merrill gefahrene Porsche 911 RSR-19 beim 24-Stunden-Rennen von Le Mans 2022

Thomas Merrill (* 18. April 1986) ist ein US-amerikanischer Autorennfahrer.

## Karriere als Rennfahrer
Thomas Merrill begann seine Karriere Mitte der 2000er-Jahre im Nordamerikanischen Monopostosport. Er gewann 2006 die SCCA San Francisco Region Formula Continental und beendete 2007 die Pacific Formula F2000 als Zweiter.
Ab der Saison 2008 bestritt er regelmäßig Sportwagenrennen. Er startete erst in der Trans-Am-Serie, danach in der Grand-Am Sports Car- und der IMSA WeatherTech SportsCar Championship. Seine besten Platzierungen bei einem Einzelrennen waren gemeinsam mit Steven Thomas und Tristan Nunez die achten Gesamtränge im Oreca 07 beim 6-Stunden-Rennen von Watkins Glen und dem Petit Le Mans 2021. 2022 gab er sein Debüt beim 24-Stunden-Rennen von Le Mans, wo er den 35. Gesamtrang erreichte. 

## Statistik

### Le-Mans-Ergebnisse
| Jahr | Team               | Fahrzeug           | Teamkollege    | Teamkollege     | Platzierung | Ausfallgrund |
| ---- | ------------------ | ------------------ | -------------- | --------------- | ----------- | ------------ |
| 2022 | WeatherTech Racing | Porsche 911 RSR-19 | Cooper MacNeil | Julien Andlauer | Rang 35     |              |

### Sebring-Ergebnisse
| Jahr | Team          | Fahrzeug                     | Teamkollege      | Teamkollege     | Platzierung | Ausfallgrund  |
| ---- | ------------- | ---------------------------- | ---------------- | --------------- | ----------- | ------------- |
| 2021 | WIN Autosport | Oreca LMP2 07                | Steven Thomas    | Tristan Nunez   | Ausfall     | Motorschaden  |
| 2024 | AWA           | Chevrolet Corvette Z06 GT3.R | Anthony Mantella | Nicolás Varrone | Ausfall     | Lichtmaschine |

### Einzelergebnisse in der FIA-Langstrecken-Weltmeisterschaft
| Saison | Team               | Rennwagen          | 1   | 2   | 3   | 4   | 5   | 6   |
| ------ | ------------------ | ------------------ | --- | --- | --- | --- | --- | --- |
| 2022   | WeatherTech Racing | Porsche 911 RSR-19 | SEB | SPA | LEM | MON | FUJ | BAH |
| 2022   | WeatherTech Racing | Porsche 911 RSR-19 | 35  |     |     |     |     |     |